# Großer Brand Roms
Der Große Brand Roms war der größte aller Stadtbrände von Rom in antiker Zeit. Er ereignete sich vom 19. bis 26. Juli 64 zur Regierungszeit des Kaisers Nero. Nach einer Angabe von Tacitus wurden von den 14 Stadtbezirken Roms drei völlig zerstört, in sieben Bezirken standen von den Gebäuden nur noch wenige halbverbrannte Trümmer und nur vier Bezirke seien unversehrt geblieben.

## Die Quellenlage
Die zeitgenössischen Quellen zum Brand sind spärlich. Dies könnte verschiedene Gründe haben. Ein so großes Unglück stellte einerseits sicher eine Art Tabu dar. Andere betonen, dass man sich durch klare Stellungnahmen  in Gefahr gebracht hätte.
- Seneca († 65) übergeht den Brand in seinen zeitgleich geschriebenen Epistulae morales praktisch völlig, dafür lässt er sich im August 64 ausführlich über einen verheerenden Stadtbrand in Lugdunum aus.[3] In dem nur kurz darauf (Mitte August 64) geschriebenen Brief 94 findet sich immerhin, wie nebenbei hingestreut, die aufschlussreiche Anmerkung:

„Viele lassen sich finden, die Städte in Brand stecken, die das, was jahrhundertelang uneinnehmbar und durch etliche Generationen gesichert war, dem Erdboden gleichmachen [...].“
Es scheint also, dass Seneca, nur wenige Wochen nach dem Feuer, der Hypothese Brandstiftung zumindest eine gewisse Wahrscheinlichkeit zubilligte.
- Senecas Neffe Lucan schrieb kurz nach dem Brand De incendio urbis („Von der Brandstiftung der Stadt [Rom]“ oder „Von der Feuersbrunst der Stadt“).[6] Von diesem wohl in Prosa geschriebenen Werk ist nur der Titel selbst erhalten. Manche Forscher sehen in dieser Schrift den eigentlichen Anlass für das Veröffentlichungsverbot, das Nero Lucan erteilte.[7] Lucan starb im April 65 als Teilnehmer der Pisonischen Verschwörung.

- Als im April 65 der Tribun Subrius Flavus ebenfalls wegen Teilnahme an der Pisonischen Verschwörung verhaftet wurde, soll er gemäß Tacitus bei seiner Vernehmung Nero die Brandstiftung vorgeworfen haben: „Zu hassen begann ich dich, seitdem du Mörder deiner Mutter und Gemahlin, Wagenlenker, Schauspieler und Brandstifter wurdest.“[8]

- Der Erste Petrusbrief (April 65?[9] oder 90–95?[10]), geschrieben vermutlich in Rom, berichtet von übler Nachrede gegen die Christen,[11] der Forderung von Rechenschaft[12] und von der Prüfung durch das Feuer;[13] er ruft zum Gehorsam gegen die weltliche Obrigkeit[14] und gesetzestreuem und züchtigem Handeln[15] sowie zum Bekenntnis „des Namens“ [Christi] auf.[16] Wenn dieser Brief in die Nerozeit gehört, was aber umstritten ist, sollte er in der Zeit zwischen dem Brand und der eigentlichen Verfolgung verfasst worden sein.[17]

- Der Dichter des Dramas Octavia (Seneca zugeschrieben, jedoch aus flavischer Zeit, 69–96)[18] gibt Nero die Schuld am Brand.[19]

- Auch für den Naturforscher Plinius den Älteren († 79) steht es fest, dass Nero die Stadt angezündet hat, spricht er doch ganz unverblümt davon, dass der Kaiser mit dem Anzünden der Stadt sogar die Bäume habe sterben lassen.[20]

- Nach einer Inschrift aus der Zeit Domitians soll das Feuer neun Tage gewütet haben.[21]

- Der Dichter Statius († um 96) spielt in seinem Geburtstagsgedicht zum Gedenken an Lucan († 65) (Genethliacon Lucani ad Pollam) ebenfalls kurz auf die Brandstiftung Neros an,[22] was als Zustimmung zur Meinung Lucans gewertet werden kann.[23]

- Der Bischof Clemens von Rom († 97?) berichtet in seinem Brief an die Korinther von den Verurteilungen der Christen bzw. den ihnen auferlegten Strafen und Hinrichtungsarten, schreibt aber kein Wort über den Brand und erwähnt nicht, wann, wo und auf wessen Veranlassung sich diese Ereignisse zugetragen haben sollen.[24]

- Hauptquelle für den genauen Ablauf der Ereignisse ist Tacitus († nach 116), der den Brand (oder Berichte darüber) als etwa zehnjähriger Knabe miterlebt haben könnte und der ihn in seinen Annalen[25] ausführlich schildert.[26]

- Der Satiriker Juvenal († nach 127) nennt den Brand Roms zwar nicht direkt, aber er spielt deutlich genug auf Nero als Brandstifter an. In der achten Satire behandelt er die Schandtaten Neros,[27] die für ihn in Neros Gesang (!) über Orest und im Lied vom Untergang Trojas gipfeln.[28] Diese beiden Lieder stehen natürlich nur sinnbildlich für Muttermord und Brandstiftung.[29] Juvenal kennt auch Neros berüchtigte Menschenfackeln: „Nimm Dir einen Tigellinus vor [als Gegenstand Deiner Wahrheitsliebe], und du wirst als lebende Fackel auf dem Scheiterhaufen stehen, lichterloh brennend wie die, die man mit der Gurgel am Pfahl festhakt, und einen breiten Streifen wirst du im Sand [der Arena] hinterlassen.“[30] Demnach dürfte der berüchtigte Prätorianerpräfekt Tigellinus auch für die Ausgestaltung dieser „Festlichkeit“ Neros verantwortlich gewesen sein.[31]

- Sueton († um 130/140) behandelt in seiner Nero-Vita (Kap. 38 u. 16) im Prinzip dieselben Gegenstände wie Tacitus, nur geht er im Gegensatz zu diesem nicht chronologisch, sondern thematisch vor und teilt Neros Taten in gute und schlechte auf.[32] In Kapitel 38 berichtet er über die Brandstiftung Neros,[33] den Trojagesang,[34] die Schuttbeseitigung[35] und die Ausplünderung der Provinzen.[36] Die Themen Wiederaufbau und Christenverfolgung, die bei Tacitus chronologisch eingeordnet sind, fehlen hier, denn Sueton hatte hierüber bereits 22 Kapitel zuvor berichtet, als er die positiven Taten Neros erwähnte.[37]

- In den apokryphen Paulusakten (wohl um 185/195)[38] wird von einem Edikt Neros gegen die Christen,[39] ihrer Verbrennung (!) und dem Protest der Römer gegen die Willkür[40] berichtet.[41]

- Tertullian († um 230) schreibt im Jahre 197, dass Nero der erste gewesen sei, der gegen die christliche Lehre mit dem kaiserlichen Schwert wütete, nachdem er ihr volles Aufblühen in Rom verhindert hatte.[42] An anderer Stelle erwähnt er, dass das einzige Dekret Neros, das bei seinem Tode nicht aufgehoben wurde, dasjenige gegen die Christen war.[43] Eine Auseinandersetzung mit etwaigen Beschuldigungen, den Brand gelegt zu haben, findet sich bei Tertullian dagegen nicht.[44]

- Cassius Dio († nach 235) berichtet ausführlich über den Brand, erwähnt aber die Christenverfolgung nicht.[45]

- Lactantius (gest. um 325) überliefert in De mortibus persecutorum, dass unter Kaiser Diokletian (Regierungszeit 284 bis 305) und dessen Unterkaiser Galerius die Christen einer Brandstiftung im kaiserlichen Palast beschuldigt wurden (für die Galerius verantwortlich gewesen sein soll), um sie anschließend verfolgen zu können. In den Stellen, in denen Lactantius auf Nero eingeht, berichtet er jedoch über keine derartigen Beschuldigungen gegen Christen.[46]

- Eusebius († 337/40) berichtet in seiner Kirchengeschichte nur ganz allgemein von den Gräueltaten Neros und zitiert Tertullian. Den Brand erwähnt er nicht.[47] In seiner Chronik erzählt er vom Brand zum Jahr 64, über die Christenverfolgung erst am Ende der Herrschaft Neros, quasi als deren Höhepunkt.[48]

- Aurelius Victor († um 390) erwähnt 360/361 die Brandstiftung unter Nero nur am Rande, und zwar als Reaktion (!) auf die Pisonische Verschwörung.[49]

- Der Historiker Eutropius († nach 390) sagt in seinem bis 364 reichenden Abriss der römischen Geschichte, Nero „zündete die Stadt Rom an, um sich eine Vorstellung von dem Anblick machen zu können, den einst das eroberte Troja im Brand dargeboten hatte.“[50]

- Ein Pseudo-Seneca (vor 392) schreibt im apokryphen Briefwechsel zwischen Seneca und Paulus in Brief XI über den Brand Roms, mit den für Pseudepigraphie typischen exakten Angaben („132 Paläste, 4000 Mietshäuser“). Es handelt sich offenbar um einen christlichen Kommentar zum Tacitusbericht. Der historische Wert als eigenständige Quelle dürfte gegen Null tendieren.

- In der Epitome de Caesaribus (zwischen 395/408) (Kapitel 5 handelt von den Taten und Untaten Neros) wird der Brand nicht erwähnt.

- Sulpicius Severus († um 420/425) folgt in seiner kurzen Weltchronik (um 403) im Wesentlichen Tacitus, wenn er beschreibt, wie Nero den Vorwurf der Brandstiftung (zur Erneuerung der Stadt) von sich auf die Christen abwälzte, die schlimmen Foltern unterzogen und hingerichtet wurden. Er ergänzt, dass es sich um „neu ausgedachte“ (novae mortes excogitatae), also speziell für diesen Zweck erfundene Todesarten handelte: „Danach wurden Gesetze erlassen und die Religion wurde verboten. Das Edikt wurde öffentlich kundgetan: Es ist nicht erlaubt, Christ zu sein (Christianum esse non licebat).“[51]

- Orosius († um 420) gibt ebenfalls dem Lüstling Nero die Schuld am Brand Roms, er lässt ihn wie Sueton auf dem Maecenasturm singen, kennzeichnet ihn als ersten Christenverfolger und nennt einen Befehl zur Verfolgung des Namens „Christus“ (nomen ipsum) in allen Provinzen.[52]

## Ausbruch und Verlauf des Brandes
Es war Hochsommer und es herrschte starker Wind, ein Funke genügte, um ein Feuer zu entfachen, das sich in den engen Gassen und den Holzhäusern sehr schnell ausbreiten konnte. Das Feuer entstand in den Buden am Circus Maximus, wo brennbare Ware gelagert und verkauft wurde. Von hier aus breitete sich das Feuer mit dem Wind mit hoher Geschwindigkeit in nordwestlicher Richtung aus.

### Brandbekämpfung
Nero hielt sich zu Beginn des Brandes im rund 50 km entfernten Antium auf, eilte aber sofort nach Rom und engagierte sich bei den Löscharbeiten. Die Löschmöglichkeiten der römischen Feuerwehr waren angesichts des Infernos äußerst begrenzt. Die Menge der Flüchtenden behinderte zusätzlich effektive Maßnahmen. In der kollektiven Panik wurden viele zu Tode getreten. Um das Übergreifen des Feuers zu verhindern, versuchte man aber Brandschneisen in die Häuserblocks zu schlagen und mit kontrollierten Gegenfeuern zu arbeiten. Dies scheint jedoch in dem Durcheinander von privaten Rettungsversuchen und Plünderungen manchen Bewohnern nicht verständlich gewesen zu sein, so dass es zu den Gerüchten kam, hier sollte auf kaiserlichen Befehl mutwillig zerstört werden, was nicht von selber brannte.
Erst am sechsten Tag (24. Juli 64) gelang es, am äußersten Rande des Esquilin mit einer Brandschneise das Feuer zu stoppen. Gleichwohl brach das Feuer erneut aus, diesmal in dem Vorort Aemiliana, was das Gerücht bestärkte, Nero habe nur den Ruhm erlangen wollen, eine neue Stadt zu erbauen und sie nach sich zu benennen. Der Brand wütete sieben Nächte und nach Schätzungen zu urteilen sechs Tage.

### Sofortmaßnahmen
Nero öffnete den herandrängenden Massen das Marsfeld, die Bauten des Agrippa und seinen eigenen Park und ließ eilig Behelfsbauten errichten, um die hilflose Menge aufzunehmen. Er ließ Lebensmittel von Ostia und den benachbarten Landstädten heranbringen und senkte den Getreidepreis auf drei Sesterzen.

### Der Gesang von Trojas Untergang
„So populär dies war, verfehlte es doch seine Wirkung, weil sich das Gerücht verbreitet hatte, er habe gerade während des Brandes der Stadt in seinem Hause die Bühne bestiegen und Trojas Untergang besungen, das gegenwärtige Unglück Vernichtungsszenen der Vorzeit gleichstellend.“
Ob Nero tatsächlich zuhause oder auf dem Maecenasturm im Anblick der brennenden Stadt den Untergang Trojas besungen hat, ist nicht mehr zu beweisen. Tacitus kennt das Gerücht, Juvenal spielt darauf an, Sueton und Cassius Dio halten es für hinreichend belegt.

## Erste Maßnahmen zum Wiederaufbau

### Organisation, Bauordnungsrecht, Prämien
Unverzüglich wurde die Schuttabfuhr organisiert und der Wiederaufbau in Angriff genommen. Im Unterschied zu dem völlig planlosen Wiederaufbau nach dem Galliereinfall 390/87 v. Chr. ging man diesmal nach einem städtebaulichen Plan vor. Breite Straßen und Vordächer, eine beschränkte Gebäudehöhe und freie Höfe sollten für die Zukunft ein solches Unglück so gut wie möglich verhindern. Auch wurde bestimmt, dass die Untergeschosse aus feuerfestem Stein bestehen sollten und jedes Gebäude seine eigenen Umfassungswände besitzen musste. Es wurden Aufseher für die Wasserleitungen eingesetzt und jeder Hausbesitzer musste von nun an eigene Löschmittel bereithalten.
Um den Wiederaufbau zu beschleunigen, wurden befristete Prämien ausgesetzt, wie dies ähnlich bereits beim Brand von 390/386 v. Chr. geschehen war.

### Besänftigung der Götter
Jetzt erst erfolgte die unvermeidliche Besänftigung der Götter. Man befragte die sibyllinischen Bücher, hielt dem Vulcanus, der Ceres und der Proserpina ein Betfest und versöhnte Juno durch Besprengen mit Wasser.

## Die Suche nach dem/den Schuldigen

### Nero als Brandstifter
„Doch nicht durch menschliche Hilfe, nicht durch kaiserliche Schenkungen, noch durch Sühnungen der Götter ließ sich das schmähliche Gerücht bannen, dass man glaubte, die Feuersbrunst sei befohlen worden.“
Dieses Gerücht, Nero sei der eigentliche Urheber gewesen, kam direkt nach dem Brand auf. Schon Seneca spricht im August 64 andeutungsweise von Brandstiftung. Der Tribun Subrius Flavus wirft sie Nero im April 65 vor. Für Plinius den Älteren steht – rund zehn Jahre später? – Nero als Urheber fest, genau wie für den anonymen Dichter der Octavia und die Dichter Statius und Juvenal. Auch Tacitus hält es für möglich, dass das Feuer einer Hinterlist des Imperators entsprang, will aber auch einen Unfall nicht ganz ausschließen. Moderne Historiker interpretieren dies als deutlichen Zweifel an der Brandstiftung durch Nero. Für Sueton ist Nero dagegen eindeutig der Brandstifter, zumal er dieses Vorhaben angeblich schon zuvor angekündigt habe. Dies überzeugte auch Cassius Dio von Neros Schuld, der noch hinzufügt, dass der Brand an mehreren Stellen zugleich ausgebrochen sei.

#### Argumentation gegen die Brandstiftung durch Nero
Moderne Autoren halten die Brandstiftung auf Neros Befehl mehr oder weniger für eine politische Propaganda, denn das Feuer brach nicht in den von Nero verhassten Elendsvierteln aus, sondern vielmehr am Fuße des Caelius-Hügels südlich des hölzernen Circus Maximus, einem Ort, der für mögliche Bauvorhaben sicher nie vorgesehen war und von dem das Feuer leicht die kaiserlichen Besitzungen auf der Kuppe des Palatin erreichen konnte. Der Caelius-Hügel stand schon 27, 36 (wobei das ganze Viertel abbrannte) und 54 n. Chr. in Flammen, wobei auch der Aventin abbrannte und das Feuer zwei Tage wütete. Großbrände waren also in Rom keine Seltenheit. Augustus klagte schon im Jahre 6 über die häufigen Brände in der Stadt. Der Brand von 390 v. Chr. wurde auch „Gallischer Brand“ genannt.
Der kaiserliche Palast, der kurz zuvor nach Neros Wünschen umgestaltet worden war, ist bei dem Brand zerstört worden und mit ihm die dort befindliche einzigartige Sammlung griechischer und römischer Kunstschätze, auf die Nero besonders großen Wert legte.
Des Weiteren setzte Nero alle verfügbaren Kräfte zur Brandbekämpfung ein und schaffte umgehend Lebensmittel aus Ostia herbei. Er senkte sogar den Preis für das Getreide. Als die Stadt wieder aufgebaut wurde, traf man Vorkehrungen, die ein weiteres Feuer dieses Ausmaßes verhindern sollten.
Doch gerade von den ersten christlichen Schriftstellern wie dem Bischof Clemens von Rom, Tertullian und Lactantius wird die Brandstiftung Neros überhaupt nicht erwähnt, obwohl diese gerade für sie von besonderem Interesse hätte sein müssen. Lactantius sah als Ursache für die Christenverfolgung unter Nero nicht die Brandstiftung, sondern begründet sie mit dem Erscheinen des heiligen Petrus in Rom, der durch dieses Wunder viele Menschen vom christlichen Glauben überzeugte.
Zudem gab es unter den frühen Christen eine Prophezeiung, dass die Welt beim heliakischen Aufgang des Sirius untergehen würde. Die frühen Christen sehnten sich nach einem Ende der Welt, denn die Bestrafung des Bösen (also der unchristlichen Welt) wäre die Belohnung der Guten (also der Christen) gewesen. Erlöser-Prophezeiungen waren zu jener Zeit weit verbreitet.
Laut Tacitus wurden die Löscharbeiten durch Drohungen von verschiedenen Leuten behindert. Einige hätten gar Feuersbrünste selbst entfacht und schrien dabei, dass es ihnen befohlen wurde, so zu handeln. Dieses offene Handeln bzw. das Fehlen jeglicher Bemühungen, heimlich zu agieren, weisen jedoch darauf hin, dass es sich bei den geschilderten Vorgängen um ein von Feuerwehrleuten (Vigiles) durchgeführtes kontrolliertes Abbrennen von Gebäuden und damit das Schaffen von Brandschneisen handelte, eine übliche Brandbekämpfungsmethode. Zudem gab es laut Tacitus Christen, die gestanden, ohne dass man sie hätte foltern müssen (gemeint ist wahrscheinlich lediglich, dass sie sich zum Christentum, nicht aber zur Brandstiftung bekannten). Auffällig ist, dass sowohl der gallische Brand 390 v. Chr. (im Vorfeld der Schlacht gegen den Gallier Brennus) als auch der Brand Neros am 18/19. Juli 64 n. Chr. exakt zum heliakischen Aufgang des Sirius ausbrach, und beide zerstörten die Stadt fast völlig.
Auch die zeitgenössischen und durchaus kritischen Autoren wie Cluvius Rufus, Flavius Josephus und Martial halten Nero für völlig unschuldig. Insgesamt fällt auf, dass die Berichte der antiken Historiker immer genauer, ausführlicher und eindeutiger werden, je weiter das Ereignis zurückliegt.
Philipp Vandenberg kommt im Jahr 2000 in seinem Buch über Nero zu dem Urteil: „Wir können heute davon ausgehen, dass die Brandstiftertheorie von Sueton in die Welt gesetzt wurde, einem Autor, der nicht Geschichte aufzeichnete, sondern Geschichten und mitunter unkritisch Gerüchte und Anekdoten kolportierte, die ihm zu Ohren kamen. Die ersten frühchristlichen Autoren hätten gute Gründe gehabt, die Brandstiftung durch Nero zu erwähnen, aber offensichtlich waren selbst sie nicht von Suetons Darstellung überzeugt“. Laut Vandenberg ist Nero, wenn man genauer hinschaut, einer der Hauptgeschädigten des Brandes, denn er stand vor dem glücklichsten Jahr seiner Regierung. Er war mit dem Adel und dem Senat in Konflikt geraten, was ihm aber die Gunst des Volkes einbrachte, und er wusste sehr genau, dass man ihn auf jeden Fall für den Brand verantwortlich machen würde.
Auch Massimo Fini kommt zu dem Urteil: „Einen Beweis dafür, dass die Brandstiftung sich gegen den Kaiser richtete, sieht Caiati in der Tatsache, dass das erste Feuer am Palatin ausbrach, wo sich Neros Palast befand und das zweite in den Aemilianischen Gärten, die Tigellinus gehörten. Hätte man mit der Brandstiftung wirklich den Zweck verfolgt, den Verdacht auf Nero zu lenken, dann hätte man dadurch gerade das Gegenteil bewirkt.“
Anthony A. Barrett spricht von einer „offene[n] Voreingenommenheit aller drei literarischen Hauptquellen, besonders Suetons und Dios“; diese hätten alles getan, „um den unwiderstehlichen Eindruck zu erwecken, dass es zwar keine zwingenden Beweise für Neros Schuld gebe, aber kein vernünftiger Mensch daran zweifeln könne, dass er der Brandstifter war“. Nero hat laut Barrett „nach wie vor allerhand auf dem Gewissen, aber mit ziemlicher Sicherheit nicht den Brand Roms“.

#### Das Goldene Haus
Gerade das erneute Ausbrechen des Brandes „hatte schlimmere Nachrede, weil sie in den aemilianischen Besitzungen des Tigellinus ausgebrochen war, und es den Anschein hatte, als wolle Nero nur den Ruhm haben, eine neue Stadt bauen und nach seinem Namen zu benennen.“ Als Grund für die Brandstiftung wird auch angeführt, dass Nero für sein gigantisches Palastprojekt, die Domus Aurea, enorme Baufläche benötigte und ihm außerdem das alte Rom zuwider gewesen sei. Doch ist dies umstritten. Nero hätte für den Bau der Domus Aurea auch zum Mittel der Enteignung greifen können. Festzustehen scheint jedenfalls, dass nach dem Stadtbrand von 390/386 v. Chr. das Privateigentum als erloschen galt.

### Die Christenverfolgung

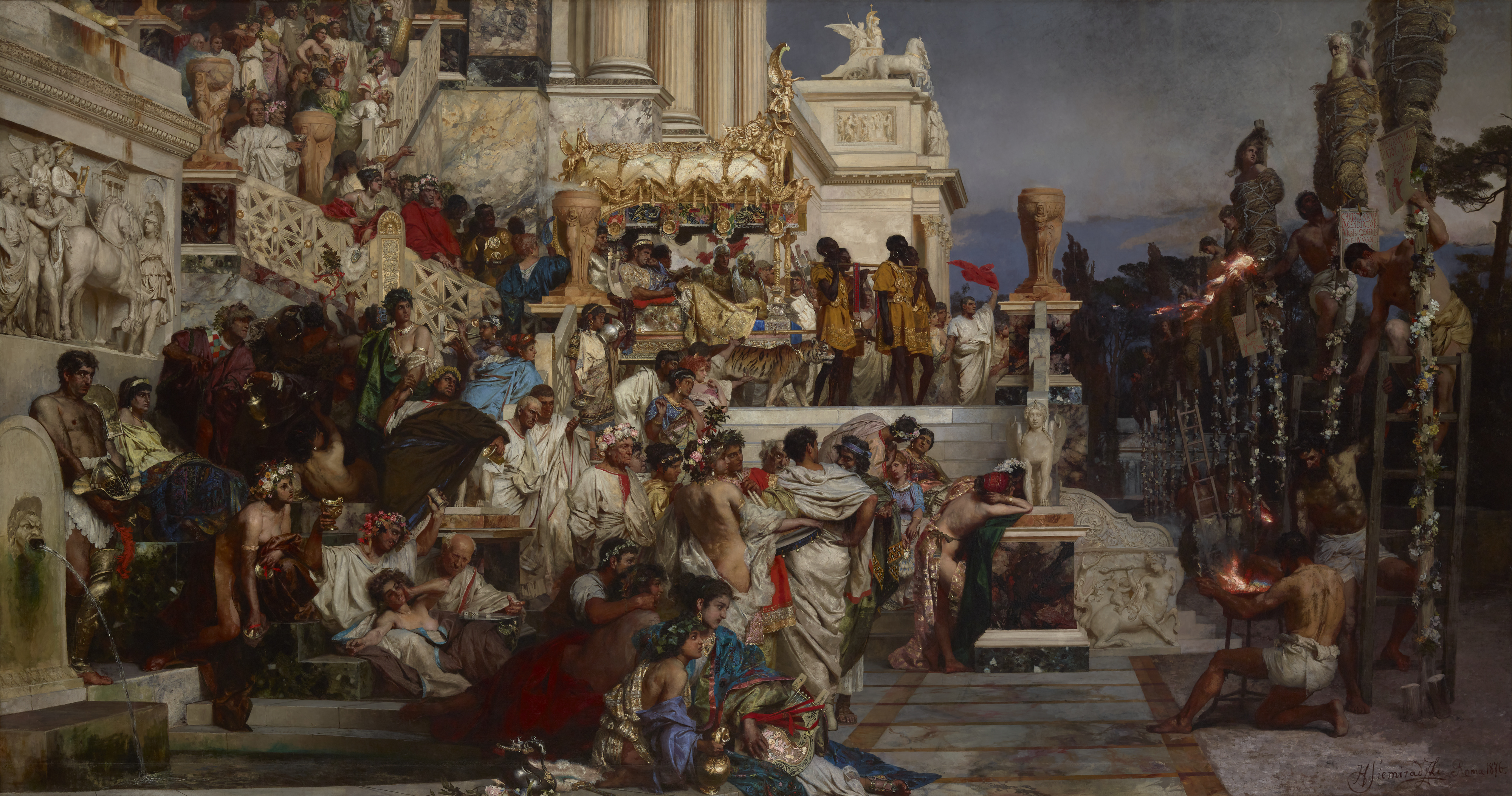
Die Fackeln des Nero, Gemälde von Henryk Siemiradzki, 1877.

„Um daher das Gerede zu beenden, gab Nero denen, die wegen ihrer Schandtaten verhasst das Volk Christen nannte, die Schuld und belegte sie mit den ausgesuchtesten Strafen. […] Anfangs wurden nur solche ergriffen, welche sich dazu bekannten, und dann auf deren Anzeige hin eine ungeheure Menge nicht nur der Brandstiftung, sondern auch des allgemeinen Menschenhasses überwiesen. Bei ihrem Tod wurde auch noch Spott mit ihnen getrieben, indem sie bedeckt mit den Fellen wilder Tiere von Hunden zerrissen oder ans Kreuz geheftet starben oder zum Feuertode bestimmt sich zur nächtlichen Erleuchtung verbrennen lassen mussten, wenn sich der Tag neigte. Nero hatte seinen Park zu diesem Schauspiele geöffnet und gab ein Zirkusspiel, wobei er sich im Aufzug eines Wagenlenkers unter das Volk mischte oder auf dem Wagen stand.“
Die genaue Anzahl der Christen – 30 Jahre nach dem Kreuzestod – ist nicht bekannt, man schätzt jedoch, dass es etwa 200 bis 300 waren, was ca. 10 % der Christen in Rom beträfe. Der Feuertod war in Rom die durchaus übliche Bestrafung für Brandstifter. Sowohl wegen Ungereimtheiten im Bericht des Tacitus über die Christen als auch wegen der Nichterwähnung eines unmittelbaren zeitlichen Zusammenhangs zwischen Brand und Verfolgung bei anderen christlichen und nichtchristlichen Autoren bis ins fünfte nachchristliche Jahrhundert wird eine Verbindung dieser beiden Ereignisse von Historikern auch bezweifelt.

## Schadensumfang
Der Umfang des Schadens ist nie genau bestimmt worden. Uralte und unersetzliche Bau-, Kunst und Literaturwerke gingen verloren, darunter die ältesten Heiligtümer, der Lunatempel des Servius Tullius, der Herkulestempel des Euandros, der Iuppiter-Stator-Tempel des Romulus, Numas Königsburg und das Heiligtum der Vesta mit den Penaten des Römischen Volks.
Zahllose Menschen hatten den Tod gefunden, manche hatten sich aus Verzweiflung selbst in den Tod begeben. Hunderttausende waren obdach- und mittellos und mussten ernährt, gekleidet und untergebracht werden. Unterkünfte, Arbeitsstätten, Ersparnisse und Kapital waren in unermesslicher Menge verlorengegangen.

## Finanzierung des Wiederaufbaus
Zur Finanzierung dieser ungeheuren Wiederaufbaukosten zog Nero nicht nur unter Druck erfolgte Spenden von Privatleuten und Gemeinden heran, sondern begann zudem, ganze Provinzen und insbesondere die Tempelschätze auszuplündern. In Asia und Achaia raubte man sogar die Götterbilder. Die Getreidespenden für die römische Plebs wurden eingestellt. Es ist naheliegend, dass hierbei auch der besonders reiche Tempel in Jerusalem in Neros Finanzplanung einbezogen wurde. So mag der Statthalter Gessius Florus im Jahr 64 mit den massiven Plünderungen beauftragt worden sein, die zwei Jahre später im Jüdischen Krieg eskalierten.

### Allgemeine
- Edward Champlin: Nero. Belknap Press of Harvard University Press, Cambridge MA u. a. 2003, ISBN 0-674-01192-9.
- Anne Daguet-Gagey: Les opera publica à Rome. (180–305 ap. J.-C.). Institut d’Études Augustiniennes, Paris 1997, ISBN 2-85121-168-4 (Collection des études Augustiniennes - Série antiquité 156).
- Kurt Heinz: Das Bild Kaiser Neros, bei Seneca, Tacitus, Sueton und Cassius Dio (Historisch-philosophische Synopsis). Schueler, Biel 1948 (Zugleich: Bern, Diss., 1946).
- Philipp Vandenberg: Nero, Kaiser und Gott, Künstler und Narr. Lübbe, Bergisch Gladbach 2000, ISBN 3-404-61459-3.
- Kurt Wallat: Sequitur clades. Die Vigiles im antiken Rom. Eine zweisprachige Textsammlung. Lang, Frankfurt am Main u. a. 2004, ISBN 3-631-52473-0 (Studien zur klassischen Philologie 146).
- Paul Werner: De incendiis urbis Romae aetate Imperatorum. R. Noske. Leipzig 1906 (Leipzig, Univ., phil. Diss., 1906; archive.org).
- Antonie Wlosok: Rom und die Christen. Zur Auseinandersetzung zwischen Christentum und römischem Staat. Klett, Stuttgart 1970 (Der altsprachliche Unterricht Reihe 13, Beiheft 1, ZDB-ID 204031-1).

### Zum Großen Brand
- Anthony A. Barrett: Rom brennt! Nero und das Ende einer Epoche, Wissenschaftliche Buchgesellschaft/Theiss, Darmstadt 2021, ISBN 978-3-8062-4340-6
- Jean Beaujeu: L’incendie de Rome en 64 et les Chrétiens. Société d’Études Latines, Brüssel 1960 (Collection Latomus 49, ZDB-ID 129900-1).
- Gregory N. Daugherty: The cohortes vigilium and the Great Fire of 64 AD. In: Classical Journal 87, 1991, ISSN 0009-8353, S. 229–240 (u. a. zur Glaubwürdigkeit der Beschuldigung gegen Nero).
- Bruno Doer: Neros Menschenfackeln. In: Das Altertum. 2, 1956, 1, ISSN 0002-6646, S. 15–28.
- Alfons Kurfess: Der Brand Roms und die Christenverfolgung im Jahre 64 n. Chr. In: Mnemosyne. 3. Ser., 6, 1938, ISSN 0026-7074, S. 261–272 (u. a. zu den verschiedenen Quellen).
- Emilio Radius: L’incendio di Roma. I primi passi del christianesimo. Rizzoli, Mailand 1962.